# Mistrzostwa Europy w Boksie 1939
VI Mistrzostwa Europy w Boksie (mężczyzn) odbyły się w dniach 19–24 kwietnia 1939 w Dublinie (Irlandia). Startowało 71 uczestników z 12 państw, w tym ośmiu reprezentantów Polski. Walczono w 8 kategoriach wagowych. Polska reprezentacja bokserska zdobyła Puchar Narodów dla najlepszej drużyny Mistrzostw Europy.

## Klasyfikacja medalowa
| Klasyfikacja medalowa |            |   |   |   |       |
| Lp.                   | Państwo    |   |   |   | Razem |
| 1                     | Włochy     | 2 | 1 | 1 | 4     |
| 2                     | Irlandia   | 2 | 0 | 1 | 3     |
| 3                     | Polska     | 1 | 3 | 1 | 5     |
| 4                     | III Rzesza | 1 | 1 | 2 | 4     |
| 5                     | Szwecja    | 1 | 1 | 1 | 3     |
| 6                     | Estonia    | 1 | 1 | 0 | 2     |
| 7                     | Węgry      | 0 | 1 | 1 | 2     |
| 8                     | Belgia     | 0 | 0 | 1 | 1     |

## Medaliści
| Kategoria:      | 1. miejsce                    | 2. miejsce                      | 3. miejsce                 |
| Waga musza      | Jimmy Ingle · Irlandia        | Nikolaus Obermauer · III Rzesza | Guido Nardecchia · Włochy  |
| Waga kogucia    | Ulderico Sergo · Włochy       | Miksa Bondi · Węgry             | Erich Wilke · III Rzesza   |
| Waga piórkowa   | Patrick Dowdall · Irlandia    | Antoni Czortek · Polska         | Lambert Genot · Belgia     |
| Waga lekka      | Herbert Nürnberg · III Rzesza | Harald Kanepi · Estonia         | Zbigniew Kowalski · Polska |
| Waga półśrednia | Antoni Kolczyński · Polska    | Erik Ågren · Szwecja            | Charles Evenden · Irlandia |
| Waga średnia    | Anton Raadik · Estonia        | Józef Pisarski · Polska         | Oscar Ågren · Szwecja      |
| Waga półciężka  | Luigi Musina · Włochy         | Franciszek Szymura · Polska     | Lajos Szigeti · Węgry      |
| Waga ciężka     | Olle Tandberg · Szwecja       | Nemesio Lazzari · Włochy        | Herbert Runge · III Rzesza |

## Występy Polaków
- Alfred Jasiński (waga musza) przegrał pierwszą walkę w ćwierćfinale z Guido Nardecchią (Włochy)
- Edmund Sobkowiak (waga kogucia) przegrał pierwszą walkę w ćwierćfinale z Ulderico Sergo (Włochy)
- Antoni Czortek (waga piórkowa) wygrał w eliminacjach z Federico Cortonesim (Włochy), w ćwierćfinale z Karlem Käbim (Estonia), w półfinale z Lambertem Genotem (Belgia), a w finale przegrał z Patrickiem Dowdallem (Irlandia) zdobywając srebrny medal
- Zbigniew Kowalski (waga lekka) wygrał w ćwierćfinale z Egisto Peire (Włochy), przegrał w półfinale z Herbertem Nürnbergiem (Niemcy), a w walce o 3. miejsce pokonał Stefa Jacobsa (Belgia) zdobywając brązowy medal
- Antoni Kolczyński (waga półśrednia) wygrał w ćwierćfinale z René Bironem (Belgia), w półfinale z Charlesem Evendenem (Irlandia) i w finale z Erikiem Ågrenem (Szwecja zdobywając złoty medal
- Józef Pisarski (waga średnia) wygrał w ćwierćfinale z Augusto Bonagio (Włochy), w półfinale z Oscarem Ågrenem (Szwecja), a w finale przegrał z Antonem Raadikiem (Estonia) zdobywając srebrny medal
- Franciszek Szymura (waga półciężka) wygrał w ćwierćfinale z Perem Erikssonem (Szwecja), w półfinale z Bruce’em Woodcockiem (Anglia), a w finale przegrał z Luigim Musiną (Włochy) zdobywając srebrny medal
- Stanisław Piłat (waga ciężka) przegrał pierwszą walkę w ćwierćfinale z Herbertem Runge (Niemcy)